# Convention européenne de la coproduction cinématographique
La convention européenne de la coproduction cinématographique a été signée à Strasbourg, le 2 octobre 1992 par les États membres du Conseil de l'Europe, et d'autres États qui avaient auparavant signé la convention culturelle européenne. Cette convention a pour but d'unir étroitement les cinéastes et autres artistes européens, et de promouvoir la culture européenne, de par sa diversité. Cette convention facilite et aide la coproduction entre plusieurs pays européens, expression de la « diversité culturelle ». Pour ce faire, la convention a créé un fonds européen de soutien à la coproduction cinématographique qui aide à la diffusion des œuvres dans le monde.
Pour profiter de la convention, les coproductions doivent allier plus de trois coproducteurs provenant de trois pays différents.